# 第10軍 (日本軍)
第10軍（だいじゅうぐん）は、大日本帝国陸軍の軍の一つ。

## 沿革
1937年（昭和12年）10月20日に編成される。第二次上海事変に投入されていた上海派遣軍を支援するために上海南方の杭州湾から上陸した。11月7日に中支那方面軍に編合されて南京攻略戦を戦うが、その途中に南京大虐殺が起こる。

南京事件後の1938年（昭和13年）2月14日に中支那方面軍が廃止され、その所属部隊の大半は中支那派遣軍に編入された。

## 軍概要

### 司令官
- 柳川平助中将：1937年10月14日 - 1938年2月14日（廃止）

### 参謀長
- 田辺盛武少将：1937年10月20日 - 1938年2月14日（廃止）

### その他の役職
第一課長
- 藤本鉄熊大佐：1937年10月14日 - 1938年2月14日（廃止）

第二課長
- 井上靖大佐：1937年10月14日 - 1938年2月14日（廃止）

第三課長
- 谷田勇大佐：1937年10月14日 - 1938年2月14日（廃止）

### 1938年2月時点での隷下部隊
- 第6師団
- 第18師団
- 第114師団 - 2月10日に北支那方面軍に転出
- 国崎支隊 - 第5師団歩兵第9旅団（旅団長国崎登少将）で構成
  - 歩兵第41連隊
  - 独立山砲兵第3連隊
- 野戦重砲兵第6旅団